# Ricklef Beutin
Ricklef Beutin ist ein deutscher Diplomat. Seit Ende 2022 ist er im Rang eines Ministerialdirektors Leiter der Zentralabteilung (Abteilung 1) im Auswärtigen Amt.

## Laufbahn
Beutin studierte von 1995 bis 2000 Rechtswissenschaften an der Rheinischen Friedrich-Wilhelms-Universität in Bonn. Es folgte ein Masterabschluss in Internationalen Beziehungen an der Fletcher School in den Vereinigten Staaten, die er von 2000 bis 2001 besuchte. Im Jahr 2002 trat er in den Auswärtigen Dienst ein.
Von 2005 bis 2007 arbeitete er als Analyst politischer Entscheidungen im Bureau of European Policy Advisers (BEPA) der Kommission der Europäischen Union in Brüssel. Von dort wechselte er als Pressereferent in die Ständige Vertretung der Bundesrepublik Deutschland bei der Europäischen Union, wo er von Juli 2007 bis August 2009 tätig war.
Beutin war von 2015 bis 2016 Leiter des Referats für Fragen der OSZE und bereitete als stellvertretender Leiter eines Arbeitsstabs den deutschen OSZE-Vorsitz des Jahres 2016 mit vor.
Nachdem Beutin in der Zentrale des Auswärtigen Amts das Parlaments- und Kabinettsreferat geleitet hatte, wurde er von 2016 bis 2018 zunächst mit der Leitung des Büros der Staatssekretäre und dann des Ministerbüros von Sigmar Gabriel betraut.
Von September 2018 bis Juni 2019 erfolgte eine Abordnung an die Deutsche Botschaft Washington zum Besuch des Center for Strategic and International Studies (CSIS) als Visiting Fellow. Im Anschluss wurde er bis Februar 2022 ständiger Vertreter der Leiterin der Botschaft Washington mit der Dienstbezeichnung eines Gesandten.
Kurzzeitig wurde Beutin im Jahr 2022 als Abteilungsleiter für Krisenprävention, Stabilisierung, Friedensförderung und humanitäre Hilfe im Auswärtigen Amt verwendet.
Unter Bundesaußenministerin Baerbock wurde Beutin als Ministerialdirektor der Leiter der Zentralabteilung des Auswärtigen Amts. Als solcher gehört er unter anderem dem Advisory Council on German Federal Administration and Civil Society der Hertie School an.
Beutin spielt in der AA-Jazzband „jAAzz“ Bass.

## Veröffentlichungen
- Ricklef Beutin, Marcel Canoy, Anna Horvath, Agnes Hubert, Frédéric Lerais, Myriam Sochacki: Reassessing the Link between Public Perception and Migration Policy. In: European Journal of Migration and Law. Band 9, Nr. 4, 2007, doi:10.1163/138836407X250472.